# Krystyna Ankwicz
Krystyna Ankwicz (Lviv, 4 april 1907 - Warschau, 6 augustus 1985) was een Poolse filmactrice. Na het einde van de Tweede Wereldoorlog verhuisde Ankwicz naar Londen, waar ze tot 1985 bleef wonen. In 1985 verhuisde Ankwicz naar Warschau, waar ze later dat jaar is overleden.

## Filmografie
- 1929: Z ramion w ramiona – Irena, żona Wrzosa
- 1930: Kult ciała – Modelka Lina
- 1930: Moralność Pani Dulskiej
- 1931: Cham – Franka
- 1931: Kobieta, która się śmieje – Krystyna
- 1931: Uwiedziona – Maria, córka Rawicza
- 1933: Sto metrów miłości – Sportsmenka Lili
- 1934: Zamarłe echo – Marysia Liptowska
- 1936: Bohaterowie Sybiru – Wnuczka powstańca polskiego